# Corders de Xàbia
Corders de Xàbia és un quadre realitzat amb la tècnica de pintura a l'oli l'any 1898 pel pintor valencià Joaquim Sorolla i Bastida.

## Descripció
Es tracta d'una obra realitzada durant la segona estada del pintor a Xàbia, època en què tractava detenir el transcurs del temps, d'aquí intentar, com en aquest cas, fixar cada raig de sol en la pintura.
Mostra un noi de perfil donant voltes a un gran rodet, on s'enrotllen les cordes protegit del sol per un canyís. En el fons apareixen tres treballadors més trenant l'espart. Darrere està la platja amb algunes barques en la riba.D'aparent temàtica costumista o rural, serveix com a pretext per recollir la plenitud solar i el moviment de la llum a l'espai. No es busca el detall, sinó capturar la fugacitat, i així les figures es presenten esbossades.
Les brotxades són fluides, menys forçades, el que permet captar la llum de forma espontània. Als colors, es desterren els ocres, marrons i grisos que fins aleshores havia utilitzat per al paisatge.